# Francouzská unie (1946–1958)
Francouzská unie (francouzsky Union française) byl politický subjekt vytvořený francouzskou čtvrtou republikou, aby nahradil starý francouzský koloniální systém – „Francouzské impérium“ (Empire Français) a aby zrušil jeho „domácí“ (indigène) status.
K založení došlo 27. října 1946 a dále unie existovala do roku 1958, kdy byla nahrazena Francouzským společenstvím.